# دوري السوبر الألباني 1952
دوري السوبر الألباني 1952 (بالألبانية: Kategoria e Parë 1952‏) هو الموسم 15 من دوري السوبر الألباني. أقيم خلال الفترة 20 يناير 1952 وحتى 10 يوليو 1952، وأشرف على تنظيمه اتحاد ألبانيا لكرة القدم، وكان عدد الأندية المشاركة فيه 21، وفاز فيه دينامو تيرانا.